# Podulaka
Podulaka este o localitate din comuna Velike Lašče, Slovenia, cu o populație de 36 de locuitori.